# Erik Stenbock
Denna sida handlar om den svenske adelsmannen, för den svensk-estniske greven, författaren och poeten, se Eric Stenbock, för greven född 1662, se Erik Stenbock (1662–1722).
Erik Gustavsson Stenbock, född 1612 i Göksholm, död 11 februari 1659 i stormningen av Köpenhamn, var en svensk greve, militär och ämbetsman.

## Biografi
Erik Stenbock var son till Gustav Eriksson Stenbock och Beata Margareta Brahe och bror till Fredrik Gustavsson Stenbock och Gustaf Otto Stenbock.
1631 befordrades Stenbock från fänrik till kaptenlöjtnant vid livgardeskompaniet, med vilket han deltog i slaget vid Ltitzen 1632, och följde Gustav II Adolfs lik till Wolgast men föredrog att stanna i Tyskland. Redan 1634 blev Stenbock överste för Västmanlands regemente. Då generalmajoren Johan Lilliehöök 1639 under belägringen av Landsberg an der Warthe råkade bryta ena benet, fick Stenbock övertaga befälet och fullbordade stormningen av staden. 1642 sårades han i slaget vid Leipzig. 1643 blev Stenbock generalmajor för de svenska trupperna i Livland och assistent till generalguvernören där, och mellan 1645 och 1649 var han guvernör i Riga.
1650 blev Stenbock riksråd och liksom sina bröder friherre och greve 1651, med titeln greve till Bogesund, friherre till Kronobäck och Öresten. Mellan 1651 och 1654 var han generalguvernör över Ingermanland, Karelen och Keksholms län. Senare blev Stenbock generalkommendant i Pommern 1655, guvernör i Halland 1656 och lagman i Västernorrland, Lappmarken och Härjedalen 1657. I Halland organiserade han gränsförsvaret, och efter krigsutbrottet 1657 besegrade han tillsammans med Harald Stake en norsk styrka i slaget vid Hjärtum i Bohuslän, men måste därefter dra sig tillbaka över gränsen till Sverige. Utnämnd till rikstygmästare 1657, blev Stenbock dödligt sårad vid Karl X Gustavs stormning av Köpenhamn den 11 februari 1659.

## Familj
Gift 1637 med Rüdiger von Schwerins (död 1621) och Catharina von Eichstedts dotter Catharina von Schwerin (1619–1655).
Barn: 
1. Beata (1638-1712), gift med Axel Carlsson Sparre (1620-1679)
2. Christina (1640-1671), gift med Gabriel Kurck (1630-1712)
3. Catharina (1642-1718)
4. Gustaf Stenbock (1644-1644)
5. Erik Stenbock (1645-1647)
6. Elisabet (1646-1704), gift med Carl Carlsson Hård af Segerstad (död 1704).
7. Margareta (1647-1751),
8. Brita (1648-1716), gift med Hans von Rosen (död 1703).
9. Magdalena 1649-1727), gift med Bengt Oxenstierna af Korsholm och Wasa (1623-1702)
10. Maria (1650-1698), gift med Ture Turesson Ribbing (1654-1697)
11. Margareta (1652-1689), gift med Jürgen Johan von Wrangel (1644-1698)
12. Anna
13. Fredrik Stenbock (1654-1699), gift med Helena Creutz (1657-1730)
14. Hedvig Eleonora (1655-1714), gift med Nicodemus Tessin d.y.

Gift 1656 med Hero Moritz Friherre Ripperda von Farmsums och Anna Margareta von Rengers dotter Occa Johanna Ripperda von Farmsum (1619-1686).